# Tercera División (Spagna)
La Tercera División è stata la quarta categoria del campionato spagnolo di calcio, la più bassa ad essere gestita dalla federazione nazionale e la più alta ad essere di natura totalmente dilettantistica. 
Tra il 1930 ed il 1977 ha costituito il terzo livello del sistema, mentre con l'istituzione della Segunda División B è passata a quarto livello, ruolo che ha ricoperto fino all'interruzione nel 2021.
La competizione non laureava un vincitore assoluto, ma solo nove campioni interregionali.

## Formula

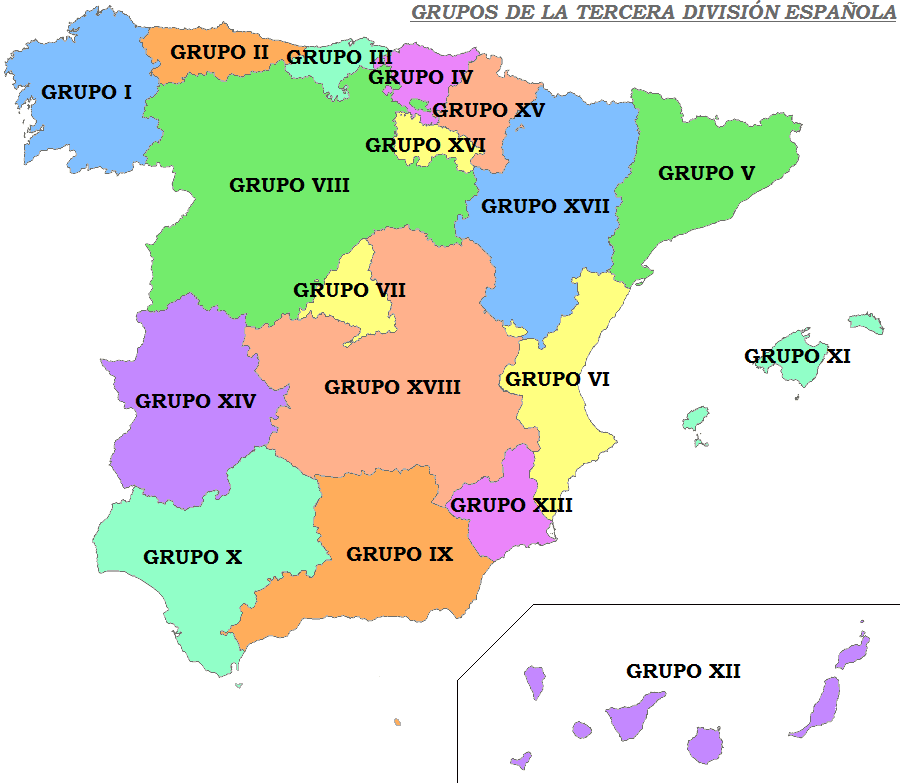
La suddivisione geografica dei 18 gironi

La Tercera División era costituita da 360 squadre, divise in 18 gruppi regionali, corrispondenti alle Comunità autonome della Spagna, tranne l'Andalusia che per motivi di ampiezza era divisa in due gruppi differenti.
Alla fine della stagione le prime quattro classificate di ogni gruppo si qualificavano per i play-off per decidere quali club venivano promossi nella Segunda División B. Le tre squadre che si classificavano ultime in ogni gruppo potevano essere retrocesse nelle Divisiones Regionales de Fútbol, anche se il numero dei club che retrocedevano era variabile.
Le vincitrici dei diciotto gruppi si qualificavano anche per la Copa del Rey della stagione successiva. Insieme alle squadre della Segunda División B, le rimanenti competevano nella Copa Federación.
Dalla stagione 2008-2009 le 18 vincitrici dei gruppi avevano l'opportunità di essere promosse direttamente nella Segunda División B, affrontandosi in sfide dirette, le cui nove vincitrici venivano automaticamente promosse. Le nove perdenti entravano nelle gare dei play-off che decidevano le altre nove promozioni.
Le 18 seconde affrontavano ognuna una delle quarte classificate in un altro gruppo e le 18 terze si affrontavano a vicenda. Le 27 vincitrici avanzavano al turno successivo insieme alle nove perdenti gli spareggi per la promozione diretta e venivano determinate così le squadre che avrebbero giocato gli spareggi per gli ultimi nove posti disponibili in Segunda Division B. In tutte le gare dei play-off, la squadra classificata peggio al termine della stagione giocava in casa la gara di andata e nel caso in cui ci sia stata una posizione a pari merito, uno spareggio decideva quale delle due gioca in casa la prima gara.

## Storia
Durante la stagione inaugurale della Liga nel 1928-29 era presente un terzo livello, noto semplicemente come Segunda División B. La prima riorganizzazione si ebbe a partire dalla stagione 1929-30, quando la piramide calcistica spagnola vide la nascita della Tercera División, istituito come campionato di terzo livello e con 33 squadre divise in otto gironi.
La riorganizzazione più significativa avvenne all'inizio della stagione 1977-78, quando la Segunda División B fu riattivata come campionato di terzo livello, e la Tercera fu mantenuta come quarta serie nazionale.
Il 6 maggio 2020 la federazione calcistica spagnola ha annunciato la creazione di un nuovo campionato di terzo livello, noto come Primera División RFEF (l'anno successivo rinominato in Primera Federación) in sostituzione della Segunda División B, e conseguentemente della Segunda División RFEF (poi rinominata Segunda Federación), che pur adottando la formula dei quattro gironi della Segunda B prese il posto della Tercera División, che vide quindi la sua ultima stagione nel 2020-21.
| Livello | 1928–50             | 1950–55             | 1955–68             | 1968–70             | 1970–77             | 1977–79            | 1979–80            | 1980–83            | 1983–86            | 1986–87            | 1987–89            | 1989–92            | 1992–04            | 2004–06            | 2006–2021          |
| ------- | ------------------- | ------------------- | ------------------- | ------------------- | ------------------- | ------------------ | ------------------ | ------------------ | ------------------ | ------------------ | ------------------ | ------------------ | ------------------ | ------------------ | ------------------ |
| 3       | da 4 a 10 gruppi    | 6 gruppi            | 14 gruppi           | 8 gruppi            | 4 gruppi            | Segunda División B | Segunda División B | Segunda División B | Segunda División B | Segunda División B | Segunda División B | Segunda División B | Segunda División B | Segunda División B | Segunda División B |
| 4       | Divisioni Regionali | Divisioni Regionali | Divisioni Regionali | Divisioni Regionali | Divisioni Regionali | 6 gruppi           | 8 gruppi           | 13 gruppi          | 14 gruppi          | 16 gruppi          | 17 gruppi          | 17* gruppi         | 17 gruppi          | 17* gruppi         | 18 gruppi          |